# Carlos Mario Álvarez
Carlos Mario Álvarez Morales (Armenia, 9 de diciembre de 1967-Armenia, 17 de enero de 2022) fue un político colombiano. Fue alcalde de Armenia para el periodo 2016-2019 aunque tuvo que renunciar a su cargo por un escándalo de corrupción.
Fue investigado junto a la exalcaldesa y predecesora Luz Piedad Valencia Franco por el detrimento patrimonial de $22.000 millones de pesos, por el cobro de Valorización en la ciudad de Armenia. Según la Fiscalía General de la Nación, el esposo de la exmandataria de la ciudad de Armenia financió con $60 000 millones de pesos la campaña política de Álvarez, perteneciente al Partido Liberal.

## Biografía
Nació en Armenia, capital de Quindío, en diciembre de 1967, hijo del comentarista taurino Mario Álvarez Hurtado. Al igual que su padre, se inclinó por la docencia y enseñó en el Servicio Nacional de Aprendizaje. Así mismo, estudió Filosofía en la Universidad del Quindío.
Posteriormente fue asesor en el Congreso de la República, asesor de despacho en la alcaldía de Armenia y después fue secretario de Desarrollo Social de la misma ciudad.
En las elecciones regionales de 2015, resultó elegido Alcalde de Armenia con 70.741 votos, por el Partido Liberal.

### Captura y la renuncia a su cargo
El 30 de abril, fue capturado por el Cuerpo Técnico de Investigación (CTI) de la Fiscalía General de la Nación por su presunta participación en un caso de corrupción relacionado con irregularidades en obras viales de la capital del departamento del Quindío. Estos hechos ya habían llevado a la cárcel a la exalcaldesa de la ciudad, Luz Piedad Valencia, y a su esposo, Francisco Javier Valencia, a quienes les imputaron los delitos de peculado, falsedad ideológica en documento público, concierto para delinquir, celebración indebida de contratos e interés indebido en celebración de contratos. El ente investigador averiguó que, después de ser autorizado un recaudo por $100.000 millones de pesos (más de USD$35.100.000 dólares a 2018) para ejecutar obras en la ciudad a través de un cobro por valorización (impuesto sobre bienes raíces que se beneficien con la ejecución de obras de interés público), Valencia y su esposo recibieron el 10% de los contratos de obra pública y de supervisión o interventoría de estas para la ciudad y el 100% de los convenios de consultoría y estudio de diseños de las obras, cifras que rondarían los $22.000 millones de pesos (más de USD$7.700.000 dólares). Por su parte, el alcalde Álvarez habría financiado su campaña con recursos de la misma ciudad que aspiraba administrar por valor de $6.000 millones de pesos (más de USD$2.100.000 dólares), a través de contratos de obras por valorización del contratista Fernando Diez Cardona, dinero que debía ser restituido a este por medio de otros contratos que deberían ser otorgados por la nueva administración en cabeza de Álvarez. Los delitos por los que fue imputado formalmente Álvarez son: Lavado de activos, peculado por apropiación, interés indebido en la celebración de contratos y concierto para delinquir.
Fue recluido en la Cárcel la 40, en Pereira, donde estuvo hasta su liberación en 2020 por vencimiento de términos. La Procuraduría General de la Nación lo destituyó e inhabilitó por 20 años para ejercer cargos públicos, sanción revocada en 2021.

### Fallecimiento
Murió en su casa del corregimiento El Caimo, en Armenia, por causas naturales en la noche del 17 de enero de 2022.